# Hirundo megaensis
Hirundo megaensis é uma espécie de ave da família Hirundinidae.
É endémica da Etiópia.
Os seus habitats naturais são: matagal tropical ou subtropical de alta altitude.
Está ameaçada por perda de habitat.